# Västsvenska författarsällskapet
Västsvenska författarsällskapet, bildat 1944 under namnet Göteborgs författarsällskap, är till för författare och andra litterärt intresserade personer och är baserat i Göteborg. Författarsällskapet arbetar för att föra fram litteraturen och det litterära skapandet i Västsverige. Medlemmarna skriver inom många olika genrer såsom lyrik, dramatik, noveller, romaner, barnböcker, fackböcker, debattböcker. Medlemssantologier ges ut.
Sällskapet ordnar också evenemang såsom uppläsningar, föreläsningar, studiebesök och utställningar. Priset Årets författare delas ut. Sedan 1994 arrangeras varje år en skrivartävling för skolungdom, Unga skrivare, i samarbete med olika bokförlag och bokhandlare.